# 夏木陽介
夏木 陽介（なつき ようすけ、1936年2月27日 - 2018年1月14日）は、日本の俳優、ラリードライバー。本名：阿久沢 有（）。三船プロダクション、株式会社夏木プロダクション代表取締役社長（～2014年）を経て、オフィス夏木（2015年～2018年）所属。

## 来歴・人物

### 生い立ち
東京府八王子市出身。桜美林高等学校を卒業。

### モデルから俳優へ
1954年、明治大学経営学部に入学。同級生だったホキ徳田の祖母の家に画家の中原淳一が寄宿していたことが縁で中原が編集者を務めていたひまわり社を見学した際、中原が発行する雑誌「ジュニアそれいゆ」のモデルにスカウトされ、1958年、大学卒業と同時に東宝へ入社。この時、中原の命名によって「夏の太陽に向かって真っすぐに伸びていく若木のように、たくましく生き生きとした俳優になって欲しい」という意味を込められた「夏木陽介」の芸名を受け、数日後には『美女と液体人間』で映画デビューを飾る。同期には桐野洋雄や小川安三がいる。当初、会社からは佐藤允・夏木・瀬木俊一の3人組で「スリーガイズ」と売り出されたが、瀬木が引退したために自然消滅した。また夏木本人もデビューからしばらくは「何かあったら辞めてやる」と軽い気持ちで役者をやっていたという。しかし東宝の俳優養成所では講師役の小杉義男に対して一歩も引かなかったり、東宝撮影所の地主の息子だった守衛の態度に憤慨して撮影所の門の鎖をバイクで引きちぎったりと、他人に物怖じしない行動が畏敬の念を集めることとなり、東宝の社風も重なって、いじめられることはなかったという。

### 多彩な作品への出演、ビジネス界へ
同年、石原慎太郎が監督した『若い獣』に出演。続いて熊谷久虎監督の最後の作品となった『密告者は誰だ』で早くも主演を飾り、『狐と狸』で新人賞を得る。『ハワイ・ミッドウェイ大海空戦 太平洋の嵐』で役者としての気持ちが固まった後は、黒澤明監督の『用心棒』や稲垣浩監督の『野盗風の中を走る』などの作品で順調に出演を重ねていく。特に東宝の助監督が一本立ちして監督となる出世作のほとんどに主役として出演する。爽やかさと野性味を兼ね備えた二枚目として、現代アクション、戦争映画、時代劇、怪獣映画、青春映画、サラリーマン物、文芸映画、コメディと東宝がカバーする多彩な領域にくまなく対応した。
しかし映画界が斜陽化の一途をたどり始める1964年頃より、徐々に俳優業への情熱が冷めてきて、房総半島に作るレジャーランド計画（行川アイランド）に幹部待遇で迎えられ参画するなど、ビジネスへと関心が傾いてゆく。1968年、個人事務所「株式会社夏」を設立。

### 青春ドラマ主演の大ヒット
そんな折にテレビ映画の出演が持ちかけられた。ビジネス優先を考え固辞していたが、東宝の助監督であった松森健がこの作品で監督デビューすることなど、親しいスタッフの三顧の礼もあり、出演を引き受けた。それが1965年に放送開始された日本テレビの日曜20時枠青春ドラマシリーズの第1作となった『青春とはなんだ』の主演教師・野々村健介役であった。後に様々なバリエーションで作られる学園ドラマの魁となったこの作品は高視聴率を誇り、一気にお茶の間での知名度を上げることとなる。翌1966年にはこれに肖って作られた主演映画『これが青春だ!』も大ヒットした。また1967年に主演した木下恵介監督の映画『なつかしき笛や太鼓』でも同じく教師役を演じている。
1968年から1970年まで、竜雷太と共に刑事ドラマ『東京バイパス指令』に主演、1972年にはNHKで『明智探偵事務所』に主演するなど、意欲的な活動を展開する。

### 三船プロへ、人気ドラマ出演
1973年、東宝の先輩でもあった三船敏郎より「力を貸して欲しい、俳優が必要なんだ」との誘いを受け、竜雷太と共に「三船プロダクション」に移り、テレビドラマに活躍の場を移し、『荒野の用心棒』、『Gメン'75』、『江戸の激斗』などの人気ドラマに出演し、引き続きお茶の間で親しまれる存在となる。映画でも『ゴジラ』（1984年版）や『海へ 〜See you〜』などの話題作に出演した。

### 芸能プロダクション設立とラリー参戦
1982年に「三船プロダクション」を退社後は個人事務所「株式会社夏」で活動し、1988年に「株式会社夏木プロダクション」社名を変更。自身の活動の傍ら、芸能プロダクションの社長を務めた。その後はラリー参戦のため、俳優としての仕事のオファーを断ることが多かった。
自動車好きとして有名で、日本でも石原裕次郎、力道山、夏木の3人だけと言われたメルセデス・ベンツ・300SLを所有するなど免許を取得してから当時の高級車・スーパーカーを中心に数百台は乗り換えていると語っていた。その後はジャガー・SS100、ジャガー・Eタイプ2台、レクサス・SC430、ローバー・ミニなどを自身の愛車とした。またラリードライバーとしても活躍しており、1985年・1986年にドライバーとしてダカール・ラリーに出場。その後1987年から1993年までは「チーム三菱・シチズン夏木」の監督として篠塚建次郎・増岡浩らを出場させた。
自動車好きという事もありトヨタ・チェイサー2代目GX61系後期型テレビCM、三菱パジェロのテレビcmに出演した。
2009年7月、軽度の脳梗塞が見つかり、約1週間の入院治療を受ける。また2010年3月には、1984年頃から患っていた胆石の経過観察のため検査を受けたところ、左腎臓に腎臓癌が見つかり、5月14日に摘出手術を受けている。
2014年、自身の高齢を理由として夏木プロダクションを営業終了・解散する。2015年には再び自身の個人事務所「オフィス夏木」を作って活動していた。

### 死去
2018年1月14日午前10時46分、腎細胞癌のため、東京都内の病院で死去。81歳だった。実弟の話では入院後1ヶ月間、集中治療室で1度も意識を回復することはなかった。同月19日未明に、友人であった小説家の山川健一（東北芸術工科大学教授）が代筆する形で、夏木の公式ブログにおいて死去が公表された。
2018年4月12日にお別れ会が行われ、宝田明、司葉子、中村雅俊、原田大二郎、藤田三保子、倉田保昭、竜雷太、浜畑賢吉、篠塚建次郎、テリー伊藤、音無美紀子、柏木由紀子、小沢仁志ら320人が参列した。発起人の一人であった星由里子は欠席したが自身も癌に侵されており5月16日に逝去した。

## エピソード
Gメン'75
- 『Gメン'75』の出演交渉でプロデューサーの近藤照男から「次の作品がまた失敗に終われば、プロデューサーの地位を失うかもしれない、力を貸して欲しい。」と言われ『Gメン'75』に出演した[16]。また出演に際して「自宅から東映撮影所までは時間が掛かるので、3話に1話の位の出演にして欲しい」という条件を出した[17]。
- 『Gメン'75』のニューカレドニアでのロケの際に、プロデューサーの近藤と中華を食べに行き、夏木が先に支払いを済ませた。しかし近藤はプロデューサーという立場の自分が支払いを、と考えていたため口論となり、夏木が「怒られる理由がない、降板する」と言い降板となった。近藤からは降板回のエピソードを作らせて欲しいと打診されたが、夏木がこれを固辞したため、突如番組から姿を消すこととなった[18]。夏木は『Gメン'75』は「自分にとって大切な作品であったので、もしそのようなことが起きなければ、その後も長く出演していたであろう」としている[19]。また自身が出演していなかった回はあまり視聴していなかったとしている[20]。
- 『Gメン'75』同窓会番組で丹波哲郎が「夏木の喧嘩っ早さは危ない。ヨーロッパロケの時に、見学してた群衆の中にチャチャを入れる奴が居てNGが続いた。夏木が今度やったら俺がブン殴ってやる、と言い茶化した奴の首っ玉捕まえて引きずり回していた」と語っている。

交友
- 共演が多かった佐藤允とは一番仲が良かったと述べている[21]。
- 三船プロの忘年会などで顔を合わせた、フランスの俳優アラン・ドロンとは同世代であったので意気投合した[22]。
- 日活の俳優赤木圭一郎とは交流があった。赤木が日活のアクションではなく東宝の文芸作品に出演したいと話していたこと、また赤木が死亡した日、赤木の所へ行く前に自分の所に同じカートが持ち込まれ、興味は有ったが、撮影が開始となったため、業者が赤木の所へ行き、そのカートを試乗した赤木が事故死したが、「もしその時、自分が試乗か購入していれば……」と話し、もしその後も赤木が生きていたら、とても良い友人になれただろうと回想している[23]。
- 黒柳徹子、山岡久乃、池内淳子と4人で、同じ老人ホームに入ることを約束し合っていた。しかし、その約束は実現しなかった。

その他
- 本名に関しては、「阿久澤 有」と表記されたり「あくざわ たもつ」と読まれたりするケースもある[24]。
- 結婚歴はなく、生涯独身だった[7]。生前のインタビューでは、一人身だから仕事を選ぶことができ、不本意な仕事はやらなかったと述べている[9]。
- 『ゴジラ』を監督した橋本幸治によれば、夏木は体を鍛えていたので若い共演者らよりも身が軽かったといい、ヘリコプターに吊られるシーンもスタントなしでこなした[25]。また、夏木は気も若く、若い共演者らの兄貴分として面倒を見ていたと証言している[25]。

## 出演

### 映画
- 美女と液体人間（1958年6月24日） - アベックの男[出典 4]
- 若い獣（1958年7月12日）
- 青春白書　大人は分からない（1958年11月11日）
- 密告者は誰か（1958年11月18日）
- 若旦那は三代目（1958年12月14日）
- 暗黒街の顔役（1959年1月15日）
- 大学のお姐ちゃん（1959年3月3日）
- 狐と狸（1959年4月28日） - 三郎
- 大学の28人衆（1959年6月28日）
- 青春を賭けろ（1959年7月28日） - ハリー・健
- 若い恋人たち（1959年10月6日）
- 愚連隊シリーズ
  - 独立愚連隊（1959年10月6日） - 丹羽少尉
  - どぶ鼠作戦（1962年6月1日） - 関大尉
  - やま猫作戦（1962年10月20日） - 若葉少尉
  - のら犬作戦（1963年9月29日） - 祭文礼
- 恐るべき火遊び（1959年11月15日） - 梶本五郎
- 爆笑水戸黄門漫遊記（1959年12月13日）
- 暗黒街の対決（1960年1月3日）
- 侍とお姐ちゃん（1960年1月9日）
- 山のかなたに（1960年2月2日）
- 国定忠治（1960年3月29日）
- ハワイ・ミッドウェイ大海空戦 太平洋の嵐（1960年4月26日） - 北見中尉[26][3][27]
- ふんどし医者（1960年8月14日）
- 大空の野郎ども（1960年8月21日）
- 新女大学（1960年8月28日）
- 秋立ちぬ（1960年10月1日） - 山田昭太郎
- 社長シリーズ
  - サラリーマン忠臣蔵（1960年12月25日） - 大石力
  - 続サラリーマン忠臣蔵 （1961年2月25日） - 大石力
  - サラリーマン清水港（1962年1月3日）
  - 続サラリーマン清水港（1962年3月7日）
- 大坂城物語（1961年1月3日） - 木村長門守
- 若い狼（1961年2月8日） - 川本信夫
- 南の風と波（1961年2月14日） - 原順平
- 青い夜霧の挑戦状（1961年3月12日）
- 用心棒（1961年4月25日） - 丑寅の子分
- 断崖の決闘（1961年6月27日）
- 紅の海（1961年8月13日） - 村井辰朗（春鷹丸の船長）[28]
- 女ばかりの夜（1961年9月5日）
- ゲンと不動明王（1961年9月17日）
- 野盗風の中を走る（1961年11月22日）
- 女の座（1962年1月14日）
- 紅の空（1962年3月21日）
- 吼えろ脱獄囚（1962年5月15日）
- 喜劇 駅前温泉（1962年7月29日）
- 地方記者（1962年10月13日）
- 忠臣蔵 花の巻・雪の巻 （1962年11月3日） - 岡野金右衛門
- 暗黒街の牙（1962年12月8日）
- 太平洋の翼（1963年1月3日） - 安宅大尉[26]
- 写真記者物語　瞬間に命を賭けろ（1963年5月22日）
- 青島要塞爆撃命令（1963年5月29日） - 二宮中尉[26]
- 独立機関銃隊未だ射撃中（1963年7月28日） - 小栗中尉
- 国際秘密警察 指令第8号（1963年8月31日）
- われらサラリーマン（1963年11月24日）
- 士魂魔道 大龍巻（1964年1月3日）
- 今日もわれ大空にあり（1964年2月29日） - 小村二尉
- 蟻地獄作戦（1964年4月29日） - 天道二等兵
- ひばり・チエミ・いづみ 三人よれば（1964年5月16日）
- 血とダイヤモンド（1964年7月1日）
- 宇宙大怪獣ドゴラ（1964年8月11日） - 駒井[26][5]
- ゴジラシリーズ
  - 三大怪獣 地球最大の決戦（1964年12月20日） - 進藤[26][5]
  - ゴジラ（1984年12月15日） - 林田信[出典 5]
- こゝから始まる（1965年4月14日） - 熊本四郎
- 沈丁花（1966年10月1日） - 野村
- これが青春だ!（1966年12月17日） - 由木真介
- 坊っちゃん社員 - 昭和太郎
  - 坊っちゃん社員 青春は俺のものだ!（1967年4月1日）
  - 坊っちゃん社員 青春でつっ走れ!（1967年5月20日）
- でっかい太陽（1967年9月15日） - 由木真介
- なつかしき笛や太鼓（1967年9月30日） - 家田徹
- 燃えろ!太陽（1967年12月6日） - 由木真介
- 燃えろ!青春（1968年12月19日） - 須永健介
- 娘ざかり（1969年12月6日）
- おいろけコミック 不思議な仲間（1970年4月29日）
- バツグン女子高校生
  - バツグン女子高校生 16歳は感じちゃう（1970年8月14日）
  - バツグン女子高校生 そっとしといて16歳（1970年11月14日）
- 奇妙な仲間 おいろけ道中（1970年10月3日）
- 凄い奴ら（1971年3月6日）
- 女房を早死させる方法（1974年6月1日）
- 童貞（1975年9月20日）
- サーキットの狼（1977年8月6日） - 矢田部行雄
- 将軍 SHŌGUN （パラマウント・ピクチャー、1980年11月8日） - 坐滝（虎長の弟）
- ジェラシー・ゲーム（1982年8月6日）
- 刑事物語3 潮騒の詩（1984年7月7日）
- 生徒諸君! (1984年12月22日) - 北城誠士
- 海へ 〜See you〜（1988年5月18日） - 三菱シチズン・チーム監督[30]
- もうひとつの原宿物語（1990年10月27日）
- 打鐘（1993年6月26日）
- 億万長者になった男。（1994年11月19日）
- 広島やくざ戦争 完結編（2000年10月21日）- 神戸 山中組組長 田崎一夫
- 龍虎兄弟（2002年11月30日） - 橘(刑事)
- ROUND1（2003年3月1日）
- そうかもしれない（2006年9月30日）
- ミスター・ロビンの口説き方＜韓国＞（韓国公開2006年12月7日、日本公開2007年9月22日） - みつよし会長
- 黒帯 KURO-OBI（2007年)
- 湾岸フルスロットル（2008年） - 黒岩
  - 湾岸フルスロットル2 -ネクスト・バトル-（2008年） - 黒岩
- ギララの逆襲 洞爺湖サミット危機一発（2008年7月26日） - 鳴海長官[31]
- 湾岸最速バトル＜スカイライン伝説＞（2009年） - 野中詩朗
- 峠最速バトル＜ドリフト86伝説＞（2009年） - 野中詩朗
- さよなら夏休み（2010年8月21日）
- さくら、さくら 〜サムライ化学者・高峰譲吉の生涯〜（2011年） - 高峰精一
- キリン＜POINT OF NO RETURN＞(2012年） - 立花

### テレビドラマ
- 天下を取る（1964年10月−1965年1月、日本テレビ）
- 青春とはなんだ（1965年10月−1966年11月、日本テレビ） - 野々村健介（英語教師）
- 明日をつかめ（1967年1月−3月、日本テレビ） - 伴三郎（外科医）
- 太陽野郎（1967年11月−1968年4月、日本テレビ） - 玄田健介
- 東京バイパス指令（1968年11月−1970年1月、日本テレビ） - 南郷健介警部
- 兄貴の恋人（1970年10月−12月、フジテレビ）
- 兄貴の花嫁（1971年1月−3月、フジテレビ）
- 明智探偵事務所（1972年4月−10月、NHK) - 明智小五郎
- 荒野の用心棒（1973年4月−12月、NET） - 秋月左馬之介
- 戦国ロック はぐれ牙（1973年8月−9月、フジテレビ） - 竜の左門
- Gメン'75（1975年5月24日−1979年9月8日、TBS） - 小田切憲警視
  - 第1話「エアポート捜査線」
  - 第3話「警官殺し!」
  - 第4話「殺し屋刑事」
  - 第13話「バスストップ」
  - 第16話「Gメン皆殺しの予告」
  - 第18話「警察の中のギャング」
  - 第20話「背番号3長島対Gメン」
  - 第25話「助教授と女子大生殺人事件」
  - 第27話「東京－札幌 刑事の道」
  - 第29話「死刑結婚式」
  - 第30話「追跡と逃亡!石狩挽歌」
  - 第31話「男と女のいる特急便」
  - 第33話「1月3日 関屋警部補・殉職」
  - 第34話「警視庁の中のスパイ」
  - 第44話「警視庁広域手配No.307」
  - 第46話「白バイ警官連続射殺事件」
  - 第53話「殺人ドライブの謎」
  - 第56話「魚の眼の恐怖」
  - 第57話「刑法第十一条 絞首刑、その後・・・」
  - 第59話「東京－沖縄 縦断捜査網」
  - 第60話「暑い南の島沖縄の幽霊」
  - 第61話「沖縄に響く痛恨の銃声」
  - 第68話「小菅一丁目35番地 東京拘置所」
  - 第74話「人を殺した女の顔」
  - 第82話「刑法240条 強盗殺人罪」
  - 第86話「パリ警視庁の五百円紙幣」
  - 第87話「冬のパリの殺し屋」
  - 第88話「パリ－紺碧海岸縦断捜査」
  - 第94話「ブリュッセル国際空港の女」
  - 第96話「停年強盗」
  - 第99話「安楽死」
  - 第101話「切り裂きジャック連続殺人事件」
  - 第105話「香港－マカオ警官ギャング」
  - 第106話「女刑事殺人第一課」
  - 第110話「警視庁宮ノ森交番のトリック」[32]
  - 第118話「黒人兵カービン銃乱射事件」
  - 第123話「野球場ナイター殺人事件」
  - 第124話「極秘作戦 逆探知」
  - 第132話「Gメン恐怖の四日間」
  - 第133話「死体の首を折る男」
  - 第137話「’78新春大脱獄」
  - 第145話「北極回りSK980便」
  - 第146話「マドリッド闘牛場の殺し屋」
  - 第147話「パリ行スペイン特急」
  - 第148話「ヨーロッパ特急大爆破」
  - 第152話「女だけの通夜」
  - 第158話「警官だけを殺せ!」
  - 第159話「刑事が銃殺される時」
  - 第169話「深夜バスの乗客大量殺人事件」
  - 第171話「太平洋大捜査網」
  - 第179話「警察署長室ジャック」
  - 第184話「警官嫌い」
  - 第189話「危機一髪!お年玉爆弾カメラ」[33]
  - 第200話「大空港の幽霊」
  - 第205話「新Gメン対ニセ白バイ警官」
  - 第206話「催眠術殺人事件」
  - 第218話「梟の森みな殺しの夜」
  - 第219話「ニューカレドニア新婚殺人事件」
  - 第222話「大暴走!バスジャック」
  - 第223話「バスジャック対四人の狙撃者」
- 江戸の激斗（1979年、フジテレビ） - 町藤太
- 黄金の犬（1980年5月30日−7月25日、日本テレビ） - 安高警部
- 爆走! ドーベルマン刑事（1980年4月−10月、テレビ朝日） - 西谷署長
- 江戸の朝焼け（1980年9月−1981年3月、フジテレビ） - 駒屋惣次郎
- 猿飛佐助 第3話「甲賀忍法 火遁の術」（1980年、日本テレビ） - 赤西弾正
- ザ・サスペンス「私の愛した女」（1983年9月17日、TBS / 大映テレビ） - 及川警部
- 竜馬がゆく（1982年1月2日、テレビ東京） - 後藤象二郎
- 徳川家康（1983年、NHK） - 柳生宗矩
- 法医学教室の事件ファイル 第1シリーズ（1992年7月-9月、テレビ朝日） - 高梨浩一
- 女検事の捜査ファイル（1993年10月−12月、テレビ朝日） - 野田警部
- 君が見えない（1994年、関西テレビ） - 長谷部耕一
- 土曜ワイド劇場 （テレビ朝日）
  - 温泉 (秘) 大作戦（2004年） - 田崎優
  - 家政婦は見た! ファイナル（2008年） - 中川英男
- アストロ球団（2005年8月−12月、テレビ朝日） - 峠会長
- スシ王子!（2007年7月−9月、テレビ朝日） - 北山鯛造
- ULTRASEVEN X（2007年） - DEUS司令（声）
- 月曜ゴールデン（TBS）
  - 万引きGメン・二階堂雪　(19)カリスマ風水師・死を呼ぶアクセサリー(2010年5月31日)  - 園長・望月一平

### その他
- F1グランプリ (1987年) (フジテレビ 第1回F1中継のスタジオゲスト)
- 世界ウルルン滞在記"ルネサンス"（毎日放送 2008年1月27日） タイ国滞在
- 遠くへ行きたい（読売テレビ、2008年3月16日） 第1897回「オホーツクの町・冬の恵み－北海道網走市〜釧路市」
- 湾岸フルスロットル、2008年（エイベックス・マーケティング）、特別出演
- おはなしの旅「牛方とやまんば」- 語り

ほか多数

### CM
- トヨタ自動車 チェイサー（1982年から1984年まで）
- 三菱自動車工業 パジェロ
- 山之内製薬 ギネスゴールド
- シチズン時計 エクシード

### DVD
- 宇宙大怪獣ドゴラ 音声特典・オーディオコメンタリー（2005年） - 『ドゴラ』撮影時のエピソードに限らず、（テレビ『青春とはなんだ』『太陽野郎』なども含む）東宝でのキャリア全般にわたる思い出、ラリードライバーとしての活動についてなど、幅広く語っている。

## 著書
- 『サハラ 夏木陽介 '85パリ―ダカールラリー奮戦記』 講談社、1985年
- 『男がひとりでいる理由』 講談社、1988年
- 『アソビ半生記 夏木陽介的極楽メモランダム』 近代映画社、1991年
- 『好き勝手 夏木陽介 スタアの時代』 轟夕起夫編著、講談社、2010年